# OJ Porteria
José Elmer Poblete Porteria, meglio noto come OJ Porteria (Richmond, 9 maggio 1994), è un calciatore statunitense naturalizzato filippino, centrocampista o ala dello Stallion.

## Biografia
È nato a Richmond, negli Stati Uniti, figlio di immigrati filippini.

## Caratteristiche tecniche
Centrocampista offensivo, può ricoprire all'occorrenza anche il ruolo di ala.

## Carriera
Nel 2012 approda in United Football League quando firma un contratto con il Kaya. Milita nella squadra sino al luglio 2016, collezionando 38 presenze e 24 reti in campionato.